# Кронпринц
Кронпринц (от немски: Kronprinz, букв. „коронован принц“) е титла на престолонаследника, най-често в германоезичните монархии. Среща се неофициално и в контекста на престолонаследника на Япония. По традиция, това е най-старият син на монарха или най-близкият му родственик. Обръщението към кронпринца е „Негово кралско височество“.